# Crassispira montereyensis
Crassispira montereyensis är en snäckart som beskrevs av Robert Edwards Carter Stearns 1871. Crassispira montereyensis ingår i släktet Crassispira och familjen Turridae. Inga underarter finns listade i Catalogue of Life.